# جبل بيتر بوث
جبل بيتر بوث، المعروف أحيانًا باسم جبل بيتر بوت، هو ثاني أعلى جبل في موريشيوس، بارتفاع 820 مترًا (2690 قدمًا). وهو أقصر بقليل من جبل بيتون دي لا بيتيت ريفيير نوار بثمانية أمتار. سُمي على اسم بيتر بوث، أول حاكم عام لجزر الهند الشرقية الهولندية. يقع الجبل في سلسلة جبال موكا.
السمة المميزة لهذا الجبل هي التكوين الصخري الضخم في قمته، والذي يشبه رأسًا بشريًا. كان نوع النخيل علف الخنزير أماريكوليس، المشهور بكونه أندر النخيل في العالم اليوم، مشهدًا مألوفًا على هذا الجبل في السابق.
كان أول صعود لقمة بيتر بوث على يد الكابتن لويد، والملازم فيلبوتس من فوج المشاة التاسع والعشرين، والملازم كيبيل من البحرية الملكية، والملازم تايلور في 7 سبتمبر 1832.
يستغرق تسلق الجبل عبر الحافة الرئيسية نحو ساعة، وهو تسلق متوسط الصعوبة. يعتمد بشكل أساسي على تسلق الصخور، ونظرًا لكونه مكشوفًا، يُفضل استخدام حبل. الصخرة الضخمة المميزة في القمة يبلغ قطرها قرابة تسعة أمتار، وبها عدة مسامير حديدية مثبتة لتسهيل الوصول إلى الأعلى. سطح القمة مستوٍ ويبلغ عرضه قرابة مترين.

## معرض الصور

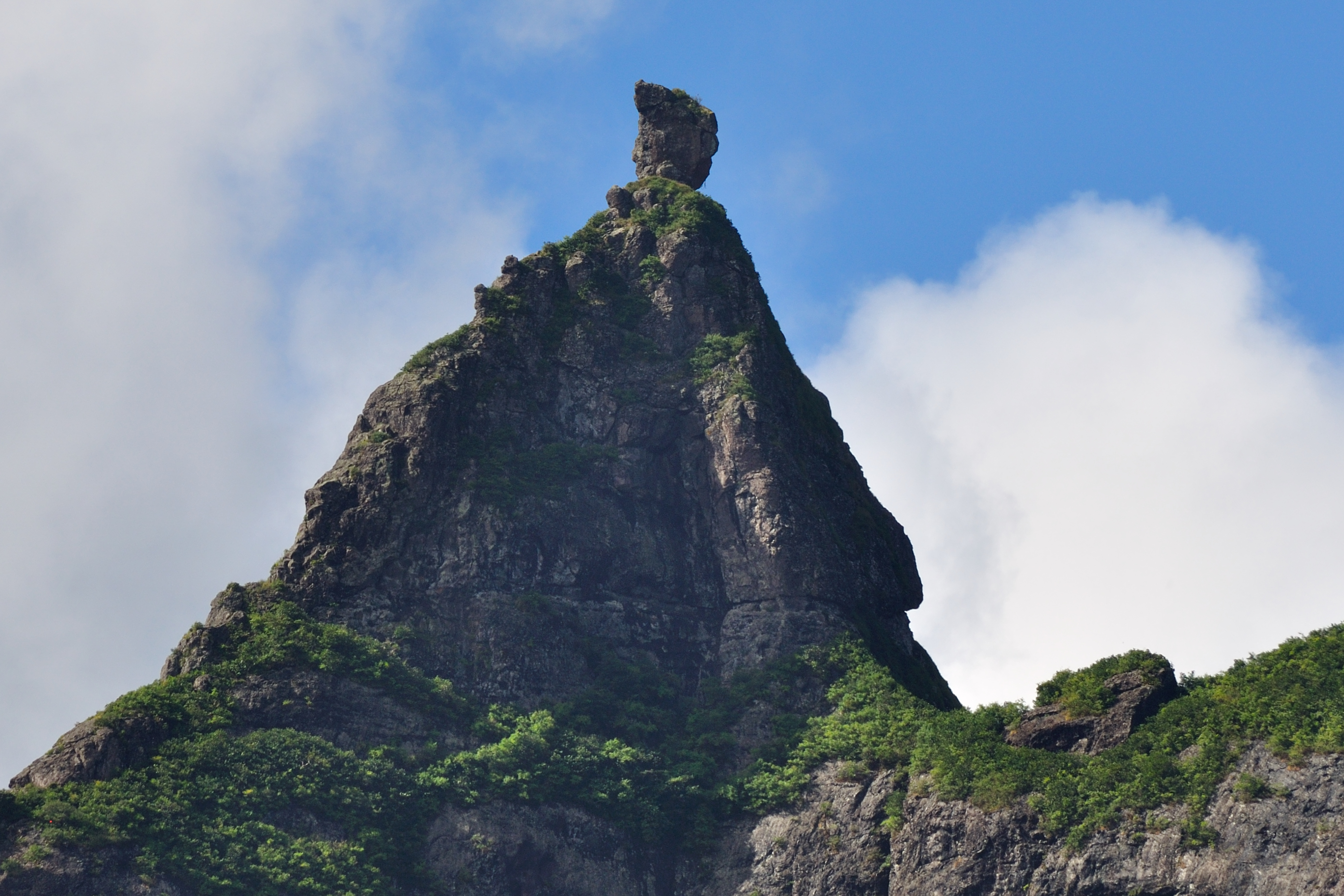
موريشيوس بورت لويس وادي دي بريتر
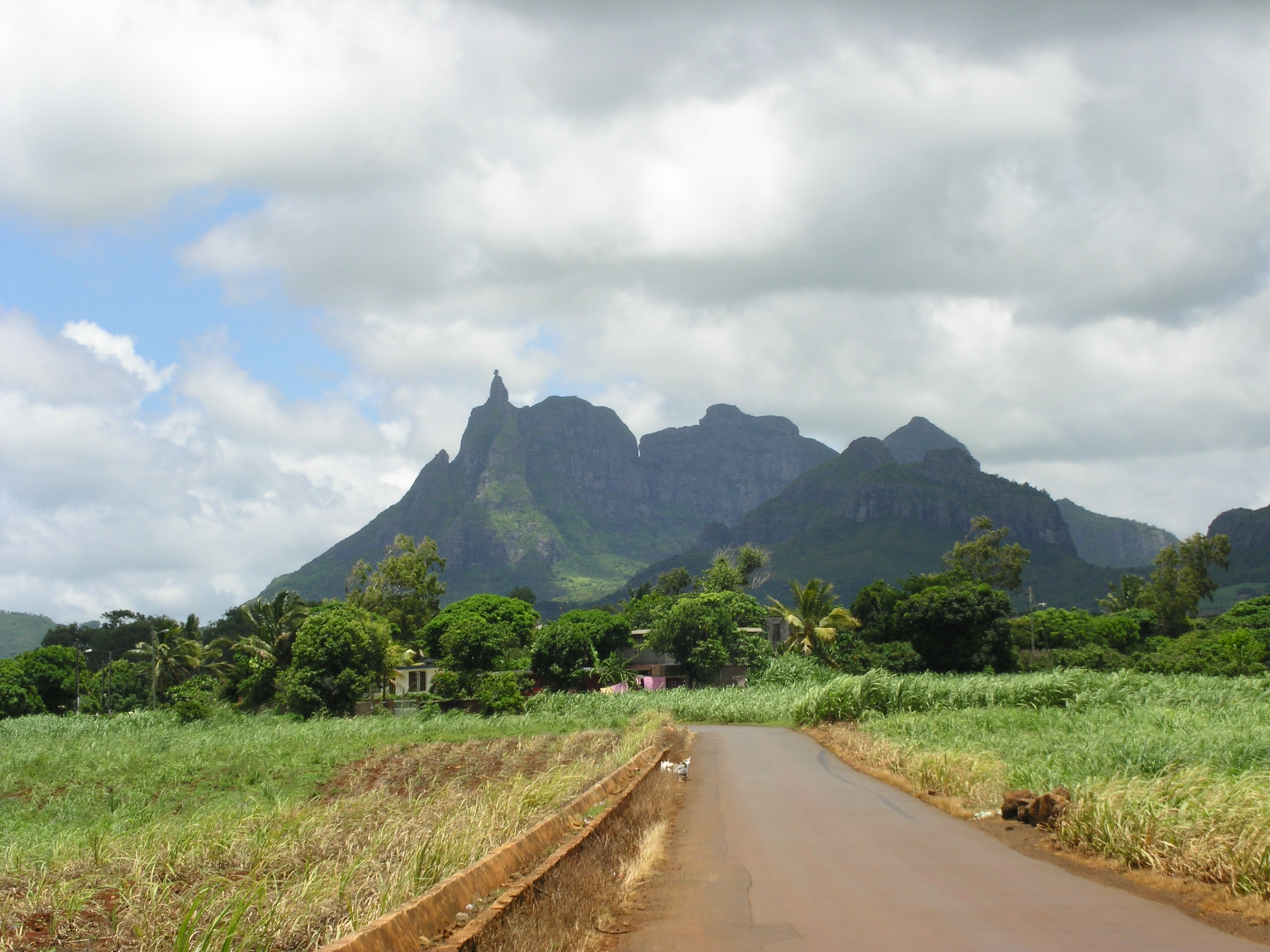
الجبال - بانوراما - بيرانيتون
بيتر بوث
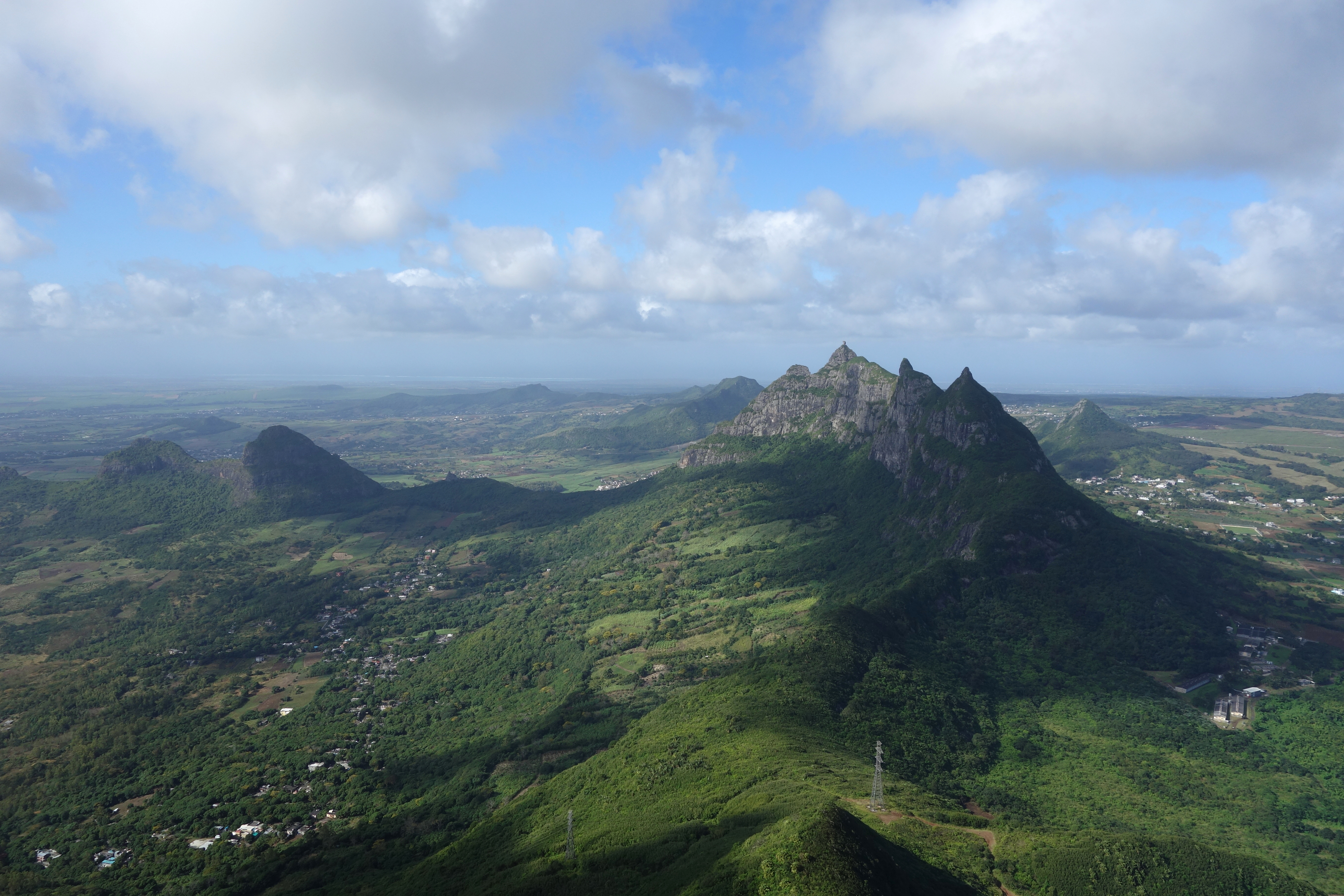
منظر من جبل لو بوس المطل على بيتر بوث

## للاستزادة
- Macmillan، Allister (1914). Mauritius: Illustrated. Historical and Descriptive, Commercial and Industrial Facts, Figures, and Resources. W.H. & L. Collingridge.